# Kubok Ukraïny 2004-2005
La Kubok Ukraïny 2004-2005 (in ucraino Кубок України?) fu la 14ª edizione della Coppa d'Ucraina. La competizione iniziò il 4 agosto 2004 e terminò il 29 maggio 2005.

## Primo turno
| Squadra 1                  | Risultato       | Squadra 2               |
| -------------------------- | --------------- | ----------------------- |
| Rava Rava-Ruska            | 1 – 4           | Shakhtar Donetsk        |
| Olkom Melitopol            | 0 – 4           | Dinamo Kiev             |
| Dniester Ovidiopol         | 0 – 1           | Metalurh Donetsk        |
| Ros Bila Tserkva           | 0 – 1           | Obolon Kiev             |
| Bukovyna Chernivtsi        | 0 – 1           | Borysfen Boryspil       |
| Olexandria                 | 0 – 2           | Arsenal Kiev            |
| Zirka Kirovohrad           | 1 – 4           | Kryvbas Kryvyi Rih      |
| Hazovyk Kharkiv            | 0 – 1           | Metalurh Zaporizhia     |
| Helios Kharkiv             | 1 – 3           | Tavriya Simferopol      |
| Krystal Kherson            | 0 – 1           | Vorskla Poltava         |
| Yavir Krasnopillya         | 3 – 1           | Zakarpattia Uzhhorod    |
| Nyva Ternopil              | 0 – 1           | Metalist Kharkiv        |
| Osvita Borodyanka          | 1 – 2           | Karpaty Lviv            |
| Sevastopol                 | 0 – 2           | Naftovyk Okhtyrka       |
| Palmira Odessa             | 1 – 1 (3–4 dcr) | Stal Alchevsk           |
| Enerhetyk Burshtyn         | 1 – 3           | Spartak Ivano-Frankivsk |
| Desna Chernihiv            | 4 – 0           | Arsenal Kharkiv         |
| Krymteplytsia Molodizhne   | 0 – 3           | Nyva Vinnytsia          |
| Real Odessa                | 0 – 2           | CSKA Kiev               |
| Naftovyk Dolyna            | 1 – 2           | Mykolaiv                |
| Veres Rivne                | 2 – 4           | Podillya Khmelnytsky    |
| Vuhlyk Dymytrov            | 0 – 3           | Nafkom Brovary          |
| Tytan Armyansk             | 1 – 4           | Zorya Luhansk           |
| Tekhno-Tsentr Rohatyn      | 1 – 0           | Polissya Zhytomyr       |
| Hirnyk-Sport               | 1 – 3           | Dinamo Simferopol       |
| Čerkasy                    | 2 – 0           | Hazovyk-Skala Stryi     |
| Bershad                    | 1 – 3           | Stal Dniprodzerzhynsk   |
| Oleksandria                | 0 – 3           | Spartak Sumy            |
| Fakel Ivano-Frankivsk      | 0 – 7           | Chornomorets Odessa     |
| Olimpia Yuzhnoukrainsk     | 0 – 4           | Volyn Lutsk             |
| Elektrometalurh Nikopol    | 1 – 4           | Dnipro                  |
| Chornohora Ivano-Frankivsk | 1 – 5           | Illichivets Mariupol    |

## Secondo turno
| Squadra 1               | Risultato       | Squadra 2            |
| ----------------------- | --------------- | -------------------- |
| Desna Chernihiv         | 2 – 1           | Borysfen Boryspil    |
| Nyva Vinnytsia          | 2 – 2 (4–2 dcr) | Arsenal Kiev         |
| Yavir Krasnopillya      | 0 – 6           | Dinamo Kiev          |
| Spartak Sumy            | 1 – 3           | Shakhtar Donetsk     |
| Stal Dniprodzerzhynsk   | 2 – 3           | Metalurh Donetsk     |
| Dinamo Simferopol       | 0 – 3           | Dnipro               |
| Podillya Khmelnytsky    | 0 – 3           | Illichivets Mariupol |
| Naftovyk Okhtyrka       | 4 – 0           | Vorskla Poltava      |
| Čerkasy                 | 3 – 2           | Chornomorets Odessa  |
| CSKA Kiev               | 2 – 2 (6–5 dcr) | Obolon Kiev          |
| Zorya Luhansk           | 0 – 1           | Kryvbas Kryvyi Rih   |
| Mykolaiv                | 0 – 1           | Metalurh Zaporizhia  |
| Nafkom Brovary          | 1 – 2           | Tavriya Simferopol   |
| Spartak Ivano-Frankivsk | 0 – 3           | Volyn Lutsk          |
| Stal Alchevsk           | 2 – 0           | Metalist Kharkiv     |
| Tekhno-Tsentr Rohatyn   | 0 – 2           | Karpaty Lviv         |

## Ottavi di finale
| Squadra 1            | Risultato       | Squadra 2           |
| -------------------- | --------------- | ------------------- |
| Karpaty Lviv         | 0 – 1           | Dinamo Kiev         |
| CSKA Kiev            | 1 – 2           | Shakhtar Donetsk    |
| Stal Alchevsk        | 1 – 2           | Dnipro              |
| Naftovyk Okhtyrka    | 2 – 1           | Metalurh Donetsk    |
| Illichivets Mariupol | 1 – 2           | Volyn Lutsk         |
| Desna Chernihiv      | 1 – 4           | Kryvbas Kryvyi Rih  |
| Nyva Vinnytsia       | 1 – 0           | Metalurh Zaporizhia |
| Čerkasy              | 1 – 1 (4–5 dcr) | Tavriya Simferopol  |

## Quarti di finale
| Squadra 1         | Totale | Squadra 2          | Andata | Ritorno |
| ----------------- | ------ | ------------------ | ------ | ------- |
| Volyn Lutsk       | 1 – 6  | Dinamo Kiev        | 1 – 2  | 0 – 4   |
| Shakhtar Donetsk  | 7 – 0  | Tavriya Simferopol | 3 – 0  | 4 – 0   |
| Naftovyk Okhtyrka | 2 – 4  | Dnipro             | 0 – 2  | 2 – 2   |
| Nyva Vinnytsia    | 2 – 3  | Kryvbas Kryvyi Rih | 2 – 1  | 0 – 2   |

## Semifinali
| Squadra 1          | Totale | Squadra 2        | Andata | Ritorno |
| ------------------ | ------ | ---------------- | ------ | ------- |
| Kryvbas Kryvyi Rih | 1 – 3  | Dinamo Kiev      | 1 – 1  | 0 – 2   |
| Dnipro             | 1 – 2  | Shakhtar Donetsk | 0 – 0  | 1 – 2   |

## Finale
| Arbitro: | Terje Hauge |

|                      |           |  |
| D. Rincón 11’ (rig.) | Marcatori |  |